# 3 Ingryjski Batalion Ochotniczy
3 Ingryjski Batalion Ochotniczy (fiń. Heimopataljoona 3) – ochotniczy oddział wojskowy w armii fińskiej złożony z Ingrian i Karelów podczas wojny kontynuacyjnej 1941–1944
Batalion sformowano 30 kwietnia 1943 r. Składał się z jeńców wojennych z Armii Czerwonej pochodzących z sowieckiej części Ingrii i Karelii. Liczył ok. 1,1 tys. ludzi. Część oficerów i podoficerów zostało przydzielonych z fińskiej armii. Na jego czele stanął kpt. Emil Pekkanen, następnie mjr Paavo Pyökkimies, zaś od 27 listopada 1943 r. ppłk Ludwig Mäntylä. Batalion walczył w składzie 15 Dywizji Piechoty w rejonie Metsäpirtti-Lempaala na Przesmyku Karelskim. Przebywał na froncie ponad 6 miesięcy, osiągając duże sukcesy. Sowieci przeprowadzili przeciwko niemu zmasowaną akcję propagandową, w wyniku której doszło do dezercji. W maju 1944 r. batalion jako oddział rezerwowy wszedł w skład 2 Dywizji Piechoty, działającej w rejonie Vuosalmi. W czerwcu zdezerterowali jednak kolejni żołnierze, w związku z czym odesłano oddział na tyły. Łączne straty batalionu wyniosły 76 zabitych, 388 rannych i 20 zaginionych. Po ogłoszeniu rozejmu przez Finlandię we wrześniu 1944 r. Sowieci zażądali przekazania im żołnierzy batalionu. Podczas transportu do granicy z ZSRR Finowie umożliwili ucieczkę ok. 450 z nich, ale ponad 650 zostało w listopadzie oddanych Sowietom. Część rozstrzelano, a reszta trafiła do gułagów.